# Elias Tillandz
Elias Tillandz (1640–1693), nascut com Tillander, va ser un metge i botànic finlandès nascut a Suècia. Va ser professor de medicina a Turku. Va escriure el primer catàleg de plantes del seu país, Catalogus Plantarum, publicat el 1673.
El gènere de plantes epífites, Tillandsia, va rebre el nom de Tillandz per part de Carl Linnaeus.
L'abreviatura botànica d'aquest autor és Tillandz.